# Potion Craft: Alchemist Simulator
Potion Craft: Alchemist Simulator (с англ. — «Зельеварение: Симулятор алхимика») — компьютерная игра в жанре головоломки, разработанная российской студией niceplay games и выпущенная компанией tinyBuild в 2022 году. Игра представляет собой симулятор алхимика, в котором все этапы зельеварения, от перемалывания ингредиентов до помешивания воды, требуется осуществлять вручную. Создание игры было вдохновлено алхимической мини-игрой из Kingdom Come: Deliverance.

## Игровой процесс
Potion Craft — симулятор алхимика в жанре головоломки, в котором все этапы зельеварения — перемалывание ингредиентов в ступке, перемешивание воды в котле, использование мехов для разжигания огня, — требуется осуществлять вручную.
Лабораторный стол представлен в игре в виде карты, на которой размещена колба. Добавление реагентов в котёл отрисовывает на карте траекторию движения колбы, причём в зависимости от типа ингредиентов, траектория может иметь разные направления и форму — прямые и ломаные линии, петли, и так далее. Перед тем, как бросить реагент в котёл, его можно перемолоть в ступке, причём чем тщательнее это сделать, тем длиннее будет его траектория. Чтобы передвигать колбу вдоль проложенной траектории, игрок должен размешивать воду в котле. Также можно долить воду в котёл, что передвинет колбу обратно в сторону центра карты.
На карте расположены иконки эффектов, например, «лечение» и «левитация». Доставив колбу до иконки и раздув меха, игрок получит зелье с соответствующим эффектом, причём чем точнее расположена колба, тем более сильный эффект получит зелье. Зелья могут содержать более одного эффекта; кроме того, их можно визуально настраивать, меняя название, форму этикетки и флакона. После приготовления зелья игрок может сохранить полученный рецепт в книгу, что позволит в дальнейшем воссоздать аналогичное зелье из таких же реагентов в один клик. Ингредиенты для зелий можно ежедневно собирать в личном саду.
Не все зоны на карте проходимы; приближение колбы к зонам, отмеченным костями и черепами, уничтожат зелье, что вынудит игрока начать процесс приготовления с начала. Игрок должен либо выстраивать маршрут в обход этих зон, либо перепрыгивать их, что требует траты редких камней. Изначально большая часть карта скрыта; чтобы открывать новые эффекты для зелий, игрок вынужден исследовать карту, перемещая колбу в неизведанные области карты. Также на карте расположены книги, подбор которых награждается очками опыта. Опыт тратится на приобретение небольших бонусов, например, к торговле или радиусу обзора в процессе исследования карты.
Полученные зелья продаются в лавке. Игрок по очереди обслуживает клиентов, каждый из которых описывает свою проблему и выражает готовность купить зелье, решающее её. Заказ не указывает на конкретное зелье, иногда одна и та же проблема может решаться разными способами: так, персонаж, которому нужно спрыгнуть с высокой горы, готов купить как зелье прыжка, так и зелье левитации. Время обслуживания клиентов не ограничено: приняв заказ, игрок может перейти в лабораторию и заняться алхимическими экспериментами в свободном темпе. Успешные продажи повышают популярность магазина, а также влияют на карму: помощь добропорядочным гражданам и продажа исцеляющих зелий повышают репутацию протагониста, а передача ядов и взрывчатых зелий бандитам снижают. Когда очередь клиентов иссякает, игрок должен подняться в спальню, чтобы начать следующий игровой день.
Конечная цель игры — создание философского камня. Для её достижения необходимо починить алхимическую машину в подвале, которая может создавать легендарные материалы из зелий, и воспользоваться ею.

## Разработка
Идея разработки игры про алхимию пришла в голову Михаилу Чупракову, геймдизайнеру Potion Craft, в 2018 году, во время прохождения Kingdom Come: Deliverance. По словам разработчика, ему очень понравилась система алхимии в игре, в частности её эстетика, однако некоторые аспекты мини-игры его раздражали — например, непрямое управление, из-за которого действия вроде перемалывания ингредиентов в ступке превращаются в непропускаемые кат-сцены. Михаил понял, что и в остальных играх алхимию показывают не так подробно, как ему хотелось бы: так, зельеварение есть в играх серии The Elder Scrolls, но там это лишь одна из многих игровых механик. Разработчик решил создать «тактильную» игру про алхимика, в которой ингредиенты в ступке требуется перемалывать вручную, и приступил к рисованию концепта. Художественный стиль в духе «страдающего Средневековья» ему помогла выбрать его девушка. Михаил также отмечал, что выбранный стиль напоминает ему The Elder Scrolls IV: Oblivion, в которой элементы интерфейса напоминают рисунки на бумаге.
Первый прототип носил рабочее название Potion Scrolls. Все элементы прототипа были нарисованы на бумаге, после чего отсканированы и обрезаны на компьютере, что, по признанию разработчика, заняло слишком много времени. В качестве движка Михаил выбрал Unity, на котором были разработаны все предыдущие его игры. Создав геймплейную сцену с перемалыванием ингредиентов, Михаил на время отложил прототип и вернулся к разработке коммерческих игр для мобильных устройств. К концу 2018 года он выпустил игру Sushi Ride, разработка которой не окупилась. Поразмыслив, он решил не устраиваться на постоянную работу, а продолжить самостоятельную разработку игр, и вернулся к Potion Scrolls, доведя прототип до демоверсии. Михаил выложил несколько секунд игрового процесса в Facebook и на Reddit, собрав огромное количество положительных отзывов, что замотивировало его на создание полной версии игры.
Изначально Михаил планировал издать игру самостоятельно. Для финансирования разработки он оформил страницу на Patreon, на которой вёл блог о разработке игры. Для экономии времени он отказался от рисования на бумаге и перешёл в электронный формат. Через некоторое время Михаил всё же решился привлечь стороннее финансирование; к этому моменту с ним уже связался издатель Team17 и назначил встречу на DevGAMM, однако Михаил решил сотрудничать с tinyBuild, с сотрудниками которой был знаком лично. Михаил продумал игровые механики, нарисовал концепты нескольких комнат и создал дизайн-документ, который отправил издателю.
tinyBuild согласилась выступить издателем игры и посоветовала разработчику набрать команду. По признанию Михаила, эта перспектива его на первых порах пугала, поскольку ранее он все игры разрабатывал в одиночку, и такой режим работы ему был комфортен: «ты точно знаешь, как что ты сделаешь, тебе не нужно никому ничего объяснять, это совершенно другой формат работы». Однако решив, что это прекрасный повод получить опыт работы в команде, Михаил приступил к поиску двух разработчиков и одного художника. Кроме того, разработчику пришлось впервые поучаствовать в расчёте бюджета и составлении сметы. С новой командой Михаил переработал художественный стиль для Potion Craft.

## Выпуск
В феврале 2021 года демонстрационная версия Potion Craft была представлена на Steam Game Festival. Игра вышла в раннем доступе 21 сентября 2021 года и быстро заработала популярность, за час добравшись до вершины чарта продаж в Steam, а за три дня разошедшись тиражом в 100 000 копий. В декабре 2022 года было запущено внутриигровое событие «фестиваль Зимней Шишки», в рамках которого в игре были запрятаны праздничные украшения, поиск которых вознаграждался очками опыта, а в книгу «Путь алхимика» были добавлены новые задания.
Летом 2022 года игра была представлена на PC Gaming Show; её выход был назначен на осень 2022 года. Полная версия игры была выпущена 13 декабря 2022 года на ПК и Xbox. В версию 1.0, помимо прочего, было добавлено 400 новых заказов зелий, задания у торговцев, новые темы для торга и возможность отыгрывать отрицательного персонажа. В честь релиза был выпущен анимационный трейлер. Сразу после выпуска игра была добавлена в подписку Xbox Game Pass.

## Награды и критика
| Сводный рейтинг       | Сводный рейтинг |
| Агрегатор             | Оценка          |
| --------------------- | --------------- |
| Metacritic            | 80/100          |
| Иноязычные издания    |                 |
| Издание               | Оценка          |
| Hardcore Gamer        | 4,5/5           |
| Русскоязычные издания |                 |
| Издание               | Оценка          |
| StopGame.ru           | Проходняк       |

Potion Craft: Alchemist Simulator получила положительные отзывы, согласно агрегатору рецензий Metacritic.
Лена Пи из «Игромании», обозревая версию для раннего доступа, описала Potion Craft как «мягкую, медитативную, увлекательную — но, увы, короткую». Она похвалила игру за нестандартный подход к системе крафта, не сводящейся к сваливанию ингредиентов в одну кучу, однако отметила, что игру не помешает расширить. Джордан Девор из Destructoid отметил, что игра проработана гораздо лучше, чем обычно ожидаешь от раннего доступа.
В 2021 году Potion Craft: Alchemist Simulator была номинирована на категорию «Устройтесь поудобнее» Steam Awards, однако лауреатом премии стала Farming Simulator 22. В 2022 году игра также заняла второе место в категории «Открытия года» голосования LUDI Awards, проводимого «Канобу» и «Игроманией», уступив первенство Loop Hero.